# Списак шаховских отварања
Ово је листа шаховских отварања, организована од стране Енциклопедије шаховских отварања (ECO). Године 1966. Шаховски информатор категорисао је шаховска отварања у пет широких области („А“ до „Е“), при чему је свака од њих подјељена на сто поткатегорија („00“ до „99“). Отварања су објављена у пет свесака ЕЦО, са свесцима с ознаком "А" до "Е". Ово је листа шаховских отварања по ЕCO класификацији. 

## А - Крилна отварања
- Први потези бијелога осим 1.е4, 1.д4 (А00 – А39)
- 1.д4 без 1 ... д5 или 1. . . Сф6: Нетипични одговори на 1.д4 (А40 – А44)
- 1.д4 Сф6 без 2.ц4: Нетипични одговори на 1. . . Сф6 (А45 – А49)
- 1.д4 Сф6 2.ц4 без 2 ... е6 или 2 ... г6: Атипични индијски системи (А50 – А79)
- 1.д4 ф5: холандска одбрана (А80 – А99)

### А00 – А39
Први потези бијелога осим1.е4, 1.д4: 
- А00 Неправилна отварања

- Андерсеново отварање: 1.a3

- Андерсеново отварање, пољски гамбит: 1...a5 2.б4

- Бугајев напад 2...e5

- Андерсеново отварање, Creepy Crawly Formation: 1...e5 2.х3 д5
- Андерсеново отварање, Андерсспајк: 1...г6 2.г4

- Варе отварање: 1.a4

- Варе отварање, Винг гамбит: 1...б5 2.aхб5 Лб7
- Варе отварање, Варе гамбит: 1...e5 2.a5 d5 3.e3 ф5 4.a6
- Варе отварање, Раковска варијанта: 1...e5 2.х4

- Натријум напад : 1.Нa3

- Натријум напад, Дуркинов гамбит: 1...e5 2.Сц4 Сц6 3. e4 ф5

- Соколски отварање: 1.b4

- Соколски отварање, Бримингем гамбит: 1...ц5
- Соколски отварање, Наткрилна варијанта: 1...ц6
- Соколски отварање, Шулер гамбит: 1...ц6 2.Лб2 a5 3.б5 цxб5 4.e4
- Соколски отварање, Мејерскова варијанта: 1...д5 2.Лб2 ц6 3.a4
- Соколски отварање, Бугајев гамбит: 1...e5 2.a3
- Соколски отварање, Волфертсов гамбит: 1...e5 2.Лб2 c5

- Саргароса отварање: 1.c3
- Ван Гет отварање: 1.Сц3
- Вант Куријево отварање: 1.e3
- Миесес отварање: 1.д3
- Барнес отварање: 1.ф3

- Барнес отварање, Хамершлаг варијанта: 1...e5 2.Kф2

- Бенково отварање: 1.г3

- Мејерсова одбрана 1...г5

- Гробов напад: 1.г4
  - Кока кола гамбит:1...г5 2.ф4
  - Алеси напад: 1...ф5

- Клемензово отварање: 1.х3
- Деспрезово отварање: 1.х4
- Амар отварање: 1.Сх3

- A01 Ларсеново отварање: 1.б3

- Модерна варијанта: 1...e5
- Класична варијанта: 1...д5
- Индијска варијанта: 1...Сф6
- Симетрична варијанта: 1...б6
- Енглеска варијанта: 1...ц5
- Пољска варијанта: 1...б5
- Холандска варијанта: 1...ф5

- A02 Бирдово отварање: 1.ф4 (холандски напад, без: 1...д5, 1...г6 2.e4, 1...Сф6 2.д4, 1...e5 2.e4, 1...c5 2.e4, 1...д6 2.e4)

- Фром гамбит: 1...e5 (без: 2.e4)
- Суметрична варијанта: 1...ф5

- A03 Бирдово отварање: 1...д5 (без: 2.д4)

- Мујанах-Стурм гамбит: 2.ц4
- Ласкерова варијанта: 2.e3
- Вилијамсов гамбит: 2.e4

- A04 Ретијево отварање: 1.Сфг3 (без: 1...Сф6, 1...д5, 1...ц6 2.ц4, 1...ц6 2.д4, 1...ц6 2.e4, 1...ц6 2.г3 d5, 1...ф5 2.ц4, 1...ф5 2.д4, 1...ф5 2.e4 e5, 1...г6 2.ц4, 1...г6 2.д4, 1...ц5 2.ц4, 1...ц5 2.e4, 1...Сц6 2.e4, 1...e6 2.ц4, 1...e6 2.д4, 1...e6 2.e4, 1...д6 2.ц4, 1...д6 2.д4, 1...д6 2.e4, 1...б6 2.ц4, 1...e5 2.e4, 1...a6 2.e4 e5)
- A05 Ретијево отварање: 1...Сф6 (без: 2.ц4, 2.д4, 2.Сц3, 2.г3 д5 2.д3 д5)

- Сантасијерова лудост: 2. б4
- Нимзо-Ларсенов напад: 2 .б3

- A06 Ретијево отварање: 1...д5
- A07 Ретијево отварање, краљев индијски напад (Барза систем): 1...д5 2. г3

- Кересова варијанта: 2...Лг4
- Југословенска варијанта: 2...ц6

- A08 Ретијево отварање, краљев индијски напад: 1...д5 2. г3 ц5 3. Лг2
- A09 Ретијево отварање: 1...д5 2.ц4 (без: 2...ц6, 2...e6)

- Напредна варијанта: 2...д4
- Прихваћено: 2...дxц4

- A10 Енглеско отварање: 1.ц4 (без: 1...e5, 1...ц5, 1...e6, 1...ц6, 1...Сф6, 1...г6 2. д4, 1...ф5 2. д4, 1...б6 2.д4, 1...д6 2. e4, 1...д6 2. д4, 1...Сц6 2. д4)

- Енглеско отварање, Англо-Холандска: 1...ф5
- Енглеско отварање, векторска: 1...д5
- Енглеско отварање, Јениш гамбит: 1...б5

- A11 Енглеско отварање, каро-кан дефанзивни сиситем, 1...ц6 (без: 2. e4, 2. д4)
- A12 Енглеско отварање, каро-кан дефанзивни систем, 1...ц6 2. Сф3 д5 3. б3

- Енглеско отварање, Богољубова варијанта: 3...Лг4
- Енглеско отварање, лондонска одбрана: 3...Сф6 4. г3 ЛФ5

- A13 Енглеско отварање: 1...e6 (без: 2. e4, 2. д4)
- A14 Енглеско отварање, нео-каталонска одбијена: 1...e6 2. Сф3 д5 3. г3 Сф6 4. Лг2 Лe7
- A15 Енглеско отварање, англо-индијска одбрана: 1...СФ6 (без: 2. Сц3, 2. д4, 2. г3 ц6, 2. г3 e5, 2. Сф3 ц5, 2. Сф3 e6, 2. Сф3 ц6)
- A16 Енглеско отварање, англо-индијска одбрана: 1...Сф6 2. Сц3 (без: 2...ц5, 2...e5, 2...e6)

- Англо-гринфелд: 2...д5

- A17 Енглеско отварање, јежева одбрана, 1...Сф6 2.Сц3 e6 (без: 3. e4, 3. д4, 3. Сф3 ц5, 3...д5 4. д4, 3...б5 4. д4, 3...Лб4 4. д4)
- A18 Енглеско отварање, микенас-карлс варијанта: 1...Сф6 2. Сц3 e6 3.e4 (без: 3...ц5)
- A19 Енглеско отварање, микенас-карлс, сицилијанска варијанта: 1...Сф6 2.Сц3 e6 3.e4 ц5
- A20 Енглеско отварање: 1...e5 (без: 2. e4, 2. Сц3, 2. Сф3 Сц6 3. Сц3, 2. Сф3 Сф6 3. Сц3, 2. Сф3 д6 3. Сц3)
- A21 Енглеско отварање: 1...e5 2.Сц3 (без: 2...Сф6, 2...Сц6, 2...Лб4 3. г3 Сф6, 2...Лб4 3. Сф3 Сц6 2...Лб4 3.e3 Сф6)
- A22 Енглеско отварање: 1...e5 2.Сц3 Сф6 (без: 3. Сф3 Сц6, 3. e3 Сц6, 3. г3 Сц6, 3. г3 ц6, 3. г3 г6, 3.e4 Сц6 4.Сф3)
- A23 Енглеско отварање, бременски систем, Кересова варијанта: 1...e5 2.Сц3 Сф6 3.г3 ц6
- A24 Енглеско отварање, бременски систем са 1...e5 2. Сц3 Сф6 3. г3 г6 (без: 4. Лг2 Лг7 5.д3 д6)
- A25 Енглеско отварање, сицилијансла обрнута: 1...e5 2. Сц3 Сц6 (без 3. Сф3, 3.г3 Сф6 4. Сф3, 3. e3 Сф6 4. Сф3)
- A26 Енглеско отварање, затворени систем; 1...e5 2. Сц3 Сц6 3. г3 г6 4. Лг2 Лг7 5. д3 д6

- Ботвиников систем: 6.e4

- A27 Енглеско отварање, три скакача систем: 1...e5 2. Сц3 Сц6 3. Сф3 (без: 3...Сф6)
- A28 Енглеско отварање, четири скакача систем: 1...e5 2. Сц3 Сц6 3. Сф3 Сф6 (без 4.г3)
- A29 Енглеско отварање, четири скакача, фијанкето краљеве стране: 1...e5 2. Сц3 Сц6 3. Сф3 Сф6 4.г3
- A30 Енглеско отварање, симетрична одбрана: 1.ц4 ц5 (без: 2. Сц3, 2.e4, 2.г3 g6 3. Сц3, 2. г3 Сц6 3. Сц3, 2. Сф3 Сц6 3. Сц3, 2. e3 Сф6 4.д4)
- A31 Енглеско отварање, симетрична, Бенони формација: 1...ц5 2.Сф3 СФ6 3.д4 (без: 3...цxд4 4. Сxд4 e6, 3...цxд4 4. Сxд4 a6 5. Сф3 e6, 3...цxд4 4. Сxд4 Сц6 5.Сц3 e6)
- A32 Енглеско отварање, симетрична: 1...ц5 2. Сф3 Сф6 3. д4 цxд4 4. Сxд4 e6 (без: 5. Сц3 Nc6)
- A33 Енглеско отварање, симетрична: 1...ц5 2. Сф3 Сф6 3. д4 цxд4 4. Сxд4 e6 5. Сц3 Сц6

- Гелер варијанта: 6. г3 Дб6

- A34 Енглеско отварање, симетрична: 1...ц5 2. Сц3 (без 2...Сц6, 2...Сф6 3. Сф3 Сц6, 2...Сф6 3. e4 e6, 2...e6 3. Сф3 Сф6, 4. г3 Сц6)
- A35 Енглеско отварање, симетрична: 1...ц5 2. Сц3 Сц6 (без 3. г3, 3. e4, 3. Сф3 Сф6, 4. г3 e6, 3. Сф3 Сф6 4. д4 цxд4 5. Сxд4, 3. Сф3 e5 4. г3 г6 5. Лг2 Лг7)

- Четири скакача: 3.e3 Сф6 4. Сф3

- A36 Енглеско отварање, симетрична: 1...ц5 2. Сц3 Сц6 3. г3 (без: 3...г6 4. Лг2 Лг7 5. Сф3 (A37–A39), 3...г6 4. Лг2 Лг7 5. Тб1 Сф6 6. д3 0-0 7. Сф3 д6 8.0-0 (A38))
- A37 Енглеско отварање, симетрична: 1...ц5 2. Сц3 Сц6 3. г3 г6 4. Лг2 Лг7 5. Сф3 (без: 5...Сф6 (A38–A39))
- A38 Енглеско отварање, симетрична: 1...ц5 2. Сц3 Сц6 3. г3 г6 4. Лг2 Лг7 5. Сф3 Сф6 (без: 6. 0-0 0-0 7. д4 (A39) и 6. д4 цxд4 7. Сxд4 0-0 (A39))
- A39 Енглеско отварање, симетрична, главна линија са 1...ц5 2. Сц3 Сц6 3. г3 г6 4. Лг2 Лг7 5. Сф3 Сф6 6. 0-0 0-0 7. д4 или 1...ц5 2. Сц3 Сц6 3. г3 г6 4. Лг2 Лг7 5. Сф3 Сф6 6. д4 цxд4 7. Сд4 0-0 8. 0-0

### A40–A44
1.д4 са 1...д5 или 1...Сф6: Нетипични одговори на 1. д4 
- A40 Игра даминог пјешака (укључујући Енглеску одбрану, Енглунд гамбит, Одбрану даминог скакача, пољску одбрану и Кересову одбрану)
- A41 Игра даминог пјешака, Вејдова одбрана
- A42 Модерна одбрана, вербак систем такође Вејдова одбрана
- A43 Стара Бенонијева одбрана
- A44 Стара Бенонијева одбрана

### A45–A49
1.д4 Сф6 без 2. ц4: нетипични одговори на 1...Сф6 
- A45 Игра даминог пјешака
- A46 Игра даминог пјешака, Торе напад
- A47 Дамина индијска одбрана
- A48 Краљева индијска одбрана, Источно индијска одбрана
- A49 Краљева индијска одбрана, фијенкето без ц4

### A50–A79
1.д4 Сф6 2.ц4 без 2...e6 или 2...г6: Нетипични индијски системи
- A50 Игра даминог пјешака (укључујући Танго црних скакача)
- A51 Будимпештански гамбит одбијени
- A52 Будимпештански гамбит
- A53 Стара индијска одбрана
- A54 Стара индијска одбрана, украјинска варијанта
- A55 Стара индијска одбрана, главна линија
- A56 Бенонијева одбрана
- A57 Бенко гамбит
- A58 Бенко гамбит прихваћен
- A59 Бенко гамбит, 7. е4
- A60 Бенонијева одбрана
- A61 Бенонијева одбрана
- A62 Бенонијева одбрана, фијанкето варијанта без раног...Сбд7
- A63 Бенонијева одбрана, фијанкето варијанта, 9...Сбд7
- A64 Бенонијева одбрана, фијенкето варијанта, 11...Тe8
- A65 Бенонијева одбрана, 6. e4
- A66 Бенонијева одбрана, олуја пјешака варијанта
- A67 Бенонијева одбрана, Тамијановва варијанта
- A68 Бенонијева одбрана, напад четири пјешака
- A69 Бенонијева одбрана, напад четири пјешака, главна линија
- A70 Бенонијева одбрана, класична са e4 и Сф3
- A71 Бенонијева одбрана, класична, 8. Лг5
- A72 Бенонијева одбрана, класична, без 9. 0-0
- A73 Бенонијева одбрана, класична, 9. 0-0
- A74 Бенонијева одбрана, класична, 9...a6, 10. a4
- A75 Бенонијева одбрана, класична, са ...a6 и 10...Лг4
- A76 Бенонијева одбрана, класична, 9...Тe8
- A77 Бенонијева одбрана, класична, 9...Тe8, 10. Сд2
- A78 Бенонијева одбрана, класична, са...Тe8 и ...Сa6
- A79 Бенонијева одбрана, класична, 11. ф3

### A80–A99
1.д4 ф5: Холандска одбрана
- A80 Холандска одбрана (без 2. ц4 (A84–A99), 2. e4 (A82–A83), 2. г3 (A81))
  - Корчнојев напад 2. х3
- A81 Холандска одбрана 2. г3
- A82 Холандска одбрана, Стаунтон гамбит 2. e4 
  - Балог одбрана 2...д6
  - Стаунтон гамбит прихваћен 2...фxe4 (без 3. Сц3 Сф6 4. Лг5 (A83))
- A83 Холандска одбрана, Стаунтон гамбит, Стаунтонова линија 2. e4 фxe4 3. Сц3 Сф6 4. Лг5
- A84 Холандска одбрана 2.ц4 (без 2...Сф6 3. Сц3 (A85), 2...Сф6 3. г3 (A86–A99))
- A85 Холандска одбрана са 2. ц4 Сф6 3. Сц3
- A86 Холандска одбрана са 2. ц4 Сф6 3. г3 (без 3...г6 4. Лг2 Лг7 5. Сф3 (A87) и 3...e6 4. Лг2 (A90–A99))
- A87 Холандска одбрана, Лењинградска, главна варијанта 2.ц4 Сф6 3. г3 г6 4. Лг2 Лг7 5. Сф3 (без 5...0-0 6. 0-0 д6 7. Сц3 ц6 (A88) и 7...Сц6 (A89))
- A88 Холандска одбрана, Лењинградска, главна варијанта са 5...0-0 6. 0-0 д6 7. Сц3 ц6
- A89 Холандска одбрана, Лењинградска, главна варијанта са 5...0-0 6. 0-0 д6 7. Сц3 Сц6
- A90 Холандска одбрана 2. ц4 Сф6 3. г3 e6 4. Лг2 (без 4...Лe7 (A91–A99))
- A91 Холандска одбрана 2. ц4 Сф6 3. г3 e6 4. Лг2 Ле7 (без 5. Сф3 (A92–A99))
- A92 Холандска одбрана 2. ц4 Сф6 3. г3 e6 4. Лг2 Ле7 5. Сф3 0-0 (без 6. 0-0 (A93–A99))
- A93 Холандска одбрана, Стоунвол, Ботвиникова варијанта 2. ц4 Сф6 3. г3 e6 4. Лг2 Ле7 5. Сф3 0-0 6. 0-0 д5 7. б3 (без 7...ц6 8. Лa3 (A94))
- A94 Холандска одбрана, Стоунвол, са 6. 0-0 д5 7. б3 ц6 8. Лa3
- A95 Холандска одбрана, Стоунвол, са 6. 0-0 д5 7. Сц3 ц6
- A96 Холандска одбрана, класична варијанта, 2. ц4 Сф6 3. г3 e6 4. Лг2 Лe7 5. Сф3 0-0 6. 0-0 д6 (без 7. Сц3 Дe8 (A97–A99))
- A97 Холандска одбрана, Илин-Геневски варијанта 7. Сц3 Дe8 (без 8. Дц2 (A98) и 8. б3 (A99))
- A98 Холандска одбрана, Илин-Геневски варијанта 7. Сц3 Дe8 8.Дц2
- A99 Холандска одбрана, Илин-Геневски варијанта са 7.Сц3 Дe8 8.б3

## B – Полуотворене игре осим Француске одбране
- 1. e4 без 1...ц5, 1...e6 или 1...e5 (B00–B19)
- 1. e4 ц5: Сицилијанска одбрана (B20–B99)

### B00–B19
1. e4 без 1...ц5, 1...e6 или 1...e5 
- B00 Игра краљевог пешака без 1...e5, 1...e6, 1...д5, 1...Сф6, 1...г6, 1...д6, 1...ц6, 1...ц5.
  - Нимцовићева одбрана 1...Сц6 (без 2. Сф3 e5 (C44, C50, C60))
  - Одбрана Светог Ђорђа 1...a6 (без 2. д4 e6 (C00))
  - Корнсталк одбрана 1 ...a5
  - Овенова одбрана (Грчка одбрана) 1...б6 (без 2. д4 e6 3. ц4 (A40))
    - Мартиновски гамбит 1...б6 2. д4 Лб7 3...ф5

  - Одбрна нилског коња
  - и остали
- B01 Скандинавска одбрана 1. е4 д5
  - Тенисон гамбит 2. Сф3
- B02 Аљехинова одбрана
- B03 Аљехинова одбрана 3. д4
- B04 Аљехинова одбрана, модерна варијанта
- B05 Alekhine's Defence, Modern Variation, 4...Bg4
- B06 Робашова (модерна) одбрана
- B07 Пирчева одбрана
- B08 Пирчева одбрана, класични (два скакача) систем
- B09 Пирчева одбрана, аустријски напад
- B10 Каро-Кан
- B11 Каро-Кан, два скакача, 3...Лг4
- B12 Каро-Кан одбрана
- B13 Каро-Кан, варијанта размјене
- B14 Каро-Кан, Панов-Ботвиник напад, 5...e6
- B15 Каро-Кан одбрана
- B16 Каро-Кан, Бронштајн-Ларсен варијанта
- B17 Каро-Кан, Штајнцова варијанта, Смислови системи
- B18 Каро-Кан, класична варијанта
- B19 Каро-Кан, класична, 7...Сд7

### B20–B99
1.e4 ц5: Сицилијанска одбрана
- B20 Сицилијанска одбрана, (било који потез за бијелога без 2. Сц3 (B23–B26), 2. ц3 (B22), 2. ф4 (B21) и 2. Сф3 (B27–B99))
  - Смит-Мора гамбит, 2. д4 (без 2...e6 (C00) и 2. д4 цxд4 3. ц3 г6 (B22)) са сибирском замком 2. д4 цxд4 3. ц3 дxц3...
    - Сицилијанска одбрана, Симт-Мора Морфи гамбит, 2. д4 цxд4 3. Сф3 (без 3...Сц6 (B32), 3...e6 (B40), 3...д6 (B53), 3...a6 4. Сд4 (B28))
    - Сицилијанска одбрана, Халсз гамбит, 2. д4 цxд4 3. ф4
- B21 Сицилијанска одбрана, Гранд Прикс напад, 2. ф4 (без 2...e5 (C30))
- B22 Сицилијанска одбрана, Алапин варијанта, 2. ц3 (без 2...д6 3. Сф3 (C50), 2...e6 3. Сф3 д5 (B40), 2...e6 3. д4 д5 4. e5 (C02), 2...г6 3. Сф3 (B27))
- B23 Сицилијанска одбрана, затворена, 2. Сц3 (без 2...a6 3. Сф3 (B28), 2...д6 3. Сф3 (B50), 2...Сц6 3. г3 (B24–B26))
- B24 Сицилијанска одбрана, затворена, 2. Сц3 Сц6 3. г3 (без 3...г6 (B25–B26))
- B25 Сицилијанска одбрана, затворена, 2. Сц3 Сц6 3. г3 г6 4. Лг2 Лг7 5. д3 д6 (без 6. Лe3 (B26))
- B26 Сицилијанска одбрана, затворена, 6. Лe3
- B27 Сицилијанска одбрана, 2. Сф3 (без 2...a6 (B28), 2...Сц6 (B30), 2...д6 (B50), 2...e6 (B40), 2...Сф6 (B29))
  - каталимов варијанта, 2...б6
  - Мађарска варијанта, 2...г6
  - Квинтерос варијанта, 2...Дц7
  - мунгус варијанта, 2...Дa5
- B28 Сицилијанска одбрана, О Кели варијанта, 2. Сф3 a6 (без 3. д4 цxд4 4. Сxд4 e6 (B41, B43))
- B29 Сицилијанска одбрана, Нимцович-Рубинштајн варијанта, 2. Сф3 Сф6 (без 3. e5 Сд5 4. ц3 (B22), 3. Сц3 Сц6 (B30), 3. Сц3 д6 (B50), 3. д4 цxд4 4. Сд4 д6 (B54, B56, B94–B99))
- B30 Сицилијанска одбрана, 2. Сф3 Сц6 (без 3. Лб5 г6 (B31) 3. Лб5 д6 (B51))
  - Сицилијанска одбрана, Росолимо варијанта, 3. Лб5
- B31 Сицилијанска одбрана, Нимцовић-Росолимо наапд, 3. Лб5 г6
- B32 Сицилијанска одбрана, 2. Сф3 Сц6 3. д4 (без 3...цxд4 4. Сxд4 Сф6 (B33), 4...e6 (B44–B47) 4...г6 (B34))
- B33 Сицилијанска одбрана, Свешинков (Ласкер-Пеликан) варијанта, 2. Сф3 Сц6 3. д4 цxд4 4. Сxд4 Сф6 (без 5. Сц3 e6 (B45) 5...г6 (B34) 5...д6 (B56))
- B34 Сицилијанска одбрана, убрзани фијанкето, варијанта размјене, 2. Сф3 Сц6 3. д4 цxд4 4. Сxд4 г6 (без 5. ц4 (B36), 5. Сц3 Лг7 6. Лe3 Сг6 7. Лц4 (B35))
- B35 Сицилијанска одбрана, убрзани фијанкето са 2. Сф3 Сц6 3. д4 цxд4 4. Сxд4 г6 5. Сц3 Лг7 6. Лe3 Сф6 7. Лц4 (без 7...б6 (B72, B75))
- B36 Сицилијанска одбрана, убрзани фијанкето, Марћозијево везање 2. Сф3 Сц6 3. д4 цxд4 4. Сxд4 г6 5. ц4 (без 5...Лг7 (B37–B39))
- B37 Сицилијанска одбрана, убрзани фијанкето, Марћозијево везање, 5...Лг7 (без 6. Лe3 (B38))
- B38 Сицилијанска одбрана, убрзани фијанкето, Марћозијево везање, 5...Лг7 6. Лe3 (без 6...Сф6 7. Сц3 Сг4 (B39))
- B39 Сицилијанска одбрана, убрзани фијанкето, Бејерова варијанта, 5...Лг7 6. Лe3 Сф6 7. Сц3 Сг4
- B40 Сицилијанска одбрана, 2. Сф3 e6
- B41 Сицилијанска одбрана, Кан варијанта, 2. Сф3 e6 3. д4 цxд4 4. Сxд4 a6 (без 5. Лд3 (B42), 5. Сц3 (B43), 5. Лe2 Сф6 6. Сц3 Дц7 (B43))
- B42 Сицилијанска одбрана, Кан варијанта, 5. Лд3
- B43 Сицилијанска одбрана, Кан варијанта, 5. Сц3
- B44 Сицилијанска одбрана, 2. Сф3 e6 3. д4 цxд4 4. Сд4 Сц6
- B44 Сицилијанска одбрана, Сзен варијанта (5. Сб5)
- B45 Сицилијанска одбрана, Тамијанов варијанта, 5. Сц3
- B46 Сицилијанска одбрана, Тамијанов варијанта
- B47 Сицилијанска одбрана, Тамијанов варијанта
- B48 Сицилијанска одбрана, Тамијанов варијанта
- B49 Сицилијанска одбрана, Тамијанов варијанта
- B50 Сицилијанска одбрана
- B51 Сицилијанска одбрана, Канал-Соколски напад
- B52 Сицилијанска одбрана, Канал-Соколски напад, 3...Лд7
- B53 Сицилијанска одбрана, Чековер варијанта
- B54 Sicilian
- B55 Сицилијанска одбрана, Принс варијанта, венецијански напад
- B56 Sicilian
- B57 Сицилијанска одбрана, Созин (не Шевенинген) укључукући Магнус Смит замку
- B58 Сицилијанска одбрана, класична
- B59 Сицилијанска одбрана, Болесавски варијанта, 7. Сб3
- B60 Сицилијанска одбрана, Рихтер-Раузер
- B61 Сицилијанска одбрана, Рихтер-Раузер, Ларсен варијанта, 7. Дд2
- B62 Сицилијанска одбрана, Рихтер-Раузер, 6...e6
- B63 Сицилијанска одбрана, Рихтер-Раузер, Раузер напад
- B64 Сицилијанска одбрана, Рихтер-Раузер, Раузер напад, 7...Лe7 одбрана, 9. ф4
- B65 Сицилијанска одбрана, Рихтер-Раузер, Раузер напад, 7...Лe7 одбрана, 9...Сxд4
- B66 Сицилијанска одбрана, Рихтер-Раузер, Раузер напад, 7...a6
- B67 Сицилијанска одбрана, Рихтер-Раузер, Раузер напад, 7...a6 одбрана, 8...Лд7
- B68 Сицилијанска одбрана, Рихтер-Раузер, Раузер напад, 7...a6 одбрана, 9...Лe7
- B69 Сицилијанска одбрана, Рихтер-Раузер, Раузер напад, 7...a6 одбрана, 11. Лxф6
- B70 Сицилијанска одбрана, змајева варијанта
- B71 Сицилијанска одбрана, змајева варијанта, Левенфишен напад
- B72 Сицилијанска одбрана, змајева варијанта, 6. Лe3
- B73 Сицилијанска одбрана, змајева варијанта, класична, 8. 0-0
- B74 Сицилијанска одбрана, змајева варијанта, класична, 9. Сб3
- B75 Сицилијанска одбрана, змајева варијанта, југословенски напад
- B76 Сицилијанска одбрана, змајева варијанта, југословенски напад, 7...0-0
- B77 Сицилијанска одбрана, змајева варијанта, југословенски напад, 9. Лц4
- B78 Сицилијанска одбрана, змајева варијанта, југословенски напад, 10. 0-0-0
- B79 Сицилијанска одбрана, змајева варијанта, југословенски напад, 12. х4
- B80 Сицилијанска одбрана, Шевенинген царијанта
- B80 Сицилијанска одбрана, Шевенинген царијанта, енглески напад
- B81 Сицилијанска одбрана, Шевенинген царијанта, Керес напад
- B82 Сицилијанска одбрана, Шевенинген царијанта, 6. ф4
- B83 Сицилијанска одбрана, Шевенинген царијанта, 6. Лe2
- B84 Сицилијанска одбрана, Шевенинген царијанта (Паулсен), класична варијнта
- B85 Сицилијанска одбрана, Шевенинген царијанта, класична варијанта са ...Дц7 и ...Сц6
- B86 Сицилијанска одбрана, Созин напад
- B87 Сицилијанска одбрана, Созин са ...a6 и ...б5
- B88 Сицилијанска одбрана, Созин, Леонхардт варијанта
- B89 Сицилијанска одбрана, Созин напад, 7. Лe3
- B90 Сицилијанска одбрана, Најдорф
- B91 Сицилијанска одбрана, Најдорф, Загреб (фијанкето) варијанта 6. г3
- B92 Сицилијанска одбрана, Најдорф, Опонценски варијанта 6. Лe2
- B93 Сицилијанска одбрана, Најдорф, 6. ф4
- B94 Сицилијанска одбрана, Најдорф, 6. Лг5
- B95 Сицилијанска одбрана, Најдорф, 6...e6
- B96 Сицилијанска одбрана, Најдорф, 7. ф4
- B97 Сицилијанска одбрана, Најдорф, 7...Дб6 укључујући варијанту отрованог пјешака
- B98 Сицилијанска одбрана, Најдорф, 7...Лe7
- B99 Сицилијанска одбрана, Најдорф, 7...Лe7 главна линија

## C – Отворене игре и француска одбрана
- 1.e4 e6: Француска одбрана (C00–C19)
- 1.e4 e5: Отворене игре (шах) (C20–C99)

### C00–C19
1.e4 e6: Француска одбрана
- C00 Француска одбрана
- C01 Француска одбрана, варијанта размјене
- C02 Француска одбрана, варијанта напредовања
- C03 Француска одбрана, Тарашева варијанта
- C04 Француска одбрана, Тарашева варијанта, Гуидмардова главна линија
- C05 Француска одбрана, Тарашева варијанта, затворена варијанта
- C06 Француска одбрана, Тарашева варијанта, затворена варијанта, главна линија
- C07 Француска одбрана, Тарашева варијанта, отворена варијнта
- C08 Француска одбрана, Тарашева варијанта, отворена, 4.exд5 exд5
- C09 Француска одбрана, Тарашева варијанта, отворена варијанта, главна линија
- C10 Француска одбрана, Паулсенова варијанта
- C11 Француска одбрана
- C12 Француска одбрана, МекКутхеон варијанта
- C13 Француска одбрана, класична
- C14 Француска одбрана, класична варијанта
- C15 Француска одбрана, Винајвер (Нимцович) варијанта
- C16 Француска одбрана, Винајвер, варијанта напредовања
- C17 Француска одбрана, Винајвер, варијанта напредовања
- C18 Француска одбрана, Винајвер, варијанта напредовања
- C19 Француска одбрана, Винајвер, варијанта напредовања, 6...Сe7

### C20–C99
1.e4 e5: Отворене игре (шах)
- C20 Игра краљевог пјешака  (укључујући Алапиново отварање, Лопез отварање, Наполеоново отварање, Португалско отварање, Данверс отварање)
- C21 Централна игра (укључујучи дански гамбит)
- C22 Централна игра
- C23 Ловчево отварање
- C24 Ловчево отварање, берлинска одбрана
- C25 Бечка игра
- C26 Бечка игра, Фалкберова варијанта
- C27 Бечка игра, Франкенштајн-Дракула варијанта
- C28 Бечка игра
- C29 Бечки гамбит, кауфманова варијанта укључујући Вирцберг замку
- C30 Краљев гамбит
- C31 Краљев гамбит одбијени, Фалкберови и Нимцовичеви (3...ц6) контрагамбити
- C32 Краљев гамбит одбијени, Фалкберов контрагамбит, 5 .дxe4
- C33 Краљев гамбит прихваћен
- C34 Краљев гамбит прихваћен, укључујући фишерову одбрану
- C35 Краљев гамбит прихваћен, канингем одбрана
- C36 Краљев гамбит прихваћен, Абатија одбрана (класична одбрана, модерна одбрана)
- C37 Краљев гамбит прихваћен, Кваде гамбит или Макдонел гамбит
- C38 Краљев гамбит прихваћен
- C39 Краљев гамбит прихваћен, Алгејер и Кисерицки гамбити укључујући Рајс гамбит
- C40 Отварање краљрвог скакача (укључујући Гундерам одбрану, Греко одбрану, Дамиано одбрану, Слonov gambit, и Латвијски гамбит.)
- C41 Филидорова одбрана
- C42 Руска одбрана, укључујући Маршалову замку
- C43 Руска одбрана, модерни (Штајнцов) напад
- C44 Игра краљевог пјешака (укључујући Понзиани отварање, Обрнуто мађарско отварање, Ирски гамбит, Константинополски отварање и шкотску игру)
- C45 Шкотска игра
- C46 Игра три скакача укључујући игру четири скакача,Хеловин гамбит
- C47 Игра четири скакача
- C48 Игра четири скакача, шпанска варијанта
- C49 Игра четири скакача, дупли Руј Лопез
- C50 Италијанска партија (укључујућчи Блекбурн шилинг гамбит, Мађарска одбрана, Полу-италијанско отварање, Италијански гамбит, Легалова замка, Росу гамбит, Колтановски гамбит и Гучо пијанисимо)
- C51 Еванс гамбит
- C52 Еванс гамбит са 4...Лxб4 5. ц3 Лa5
- C53 Гучо пијано
- C54 Гучо пијано
- C55 Одбрана два скакача
- C56 Одбрана два скакача
- C57 Одбрана два скакача, укључујући Фриед Ливер напад
- C58 Одбрана два скакача
- C59 Одбрана два скакача
- C60 Руј Лопез, необични трећи потези црнога и 3...г6
- C61 Руј Лопез, Бирдова одбрана
- C62 Руј Лопез, стара Штајнцова одбрана
- C63 Руј Лопез, Шлиманова одбрана
- C64 Руј Лопез, класична (Кордел) одбрана
- C65 Руј Лопез, берлинска одбрана укључујући мортимерову замку
- C66 Руј Лопез, берлинска одбрана, 4. 0-0 д6
- C67 Руј Лопез, берлинска одбрана, отворена варијанта
- C68 Руј Лопез, варијанта размјене
- C69 Руј Лопез, варијанта размјене, 5. 0-0
- C70 Руј Лопез
- C71 Руј Лопез, модерна Штајнцова одбрана укључујући замку Нојеве барке
- C72 Руј Лопез, модерна Штајнцова одбрана 5. 0-0
- C73 Руј Лопез, модерна Штајнцова одбрана, Рихтер варијанта
- C74 Руј Лопез, модерна Штајнцова одбрана
- C75 Руј Лопез, модерна Штајнцова одбрана
- C76 Руј Лопез, модерна Штајнцова одбрана, фијанкето (Бронштајн) варијанта
- C77 Руј Лопез, Морфи одбрана
- C78 Руј Лопез 5. 0-0
- C79 Руј Лопез, Оложена Штајнц одбрана (Руска одбрана)
- C80 Руј Лопез, отворена (Тараш) одбрана
- C81 Руј Лопез, отворена, Ховел напад
- C82 Руј Лопез, отворена, 9. ц3
- C83 Руј Лопез, отворена, класична одбрана
- C84 Руј Лопез, затворена одбрана
- C85 Руј Лопез, двоструко одложена варијанта размјене
- C86 Руј Лопез, Ворал напад
- C87 Руј Лопез, затворена, Ацербакх варијанта
- C88 Руј Лопез, затворена
- C89 Руј Лопез, Маршалов контранапад
- C90 Руј Лопез, затворена, 7...д6
- C90 Руј Лопез, затворена, 7...д6, 9. д3 (Пилник варијанта)
- C91 Руј Лопез, затворена, 9. д4
- C92 Руј Лопез, затворена, 9. х3
- C92 Руј Лопез, затворена, 9. х3 Лб7 (Заитсев варијанта)
- C93 Руј Лопез, затворена, Смислов одбрана
- C94 Руј Лопез, затворена, Бејерова одбрана, 10. д3
- C95 Руј Лопез, затворена, Бејерова одбрана, 10. д4
- C96 Руј Лопез, затворена, 8...Сa5
- C97 Руј Лопез, затворена, Чигорин одбрана
- C98 Руј Лопез, затворена, Чигорин, 12...Сц6
- C99 Руј Лопез, затворена, Чигорин, 12...цxд4

## D – Затворене игре и полу-затворене игре
- 1. д4 д5: Затворене игре (D00–D69)
- 1. д4 Сф6 2. ц4 г6 са 3...д5: Гринфелдова одбрана (D70–D99)

### D00–D69
1.д4 д5: Затворене игре
- D00 Игра даминог пјешака (укључујући Блекмар-Диемер гамбит, Халосар замку и остало)
- D01 Рихтер-Версов напад
- D02 Игра даминог пјешака, 2. Сф3 (укључујући Лондонски систем)
- D03 Торе напад, Тартаковер варијанта
- D04 Игра даминог пјешака, Колетов систем
- D05 Игра даминог пјешака, Зукерторт варијанта (укључујући Колетов систем)
- D06 Дамин гамбит (укључујући балтичку одбрану, маршалову одбрану и симетричну одбрану)
- D07 Одбијени дамин гамбит, Чигоринова одбрана
- D08 Одбијени дамин гамбит, Албинов контрагамбит и ласкерова замка
- D09 Одбијени дамин гамбит, Албинов контрагамбит, 5. г3
- D10 Одбијени дамин гамбит, Словенска одбрана
- D11 Одбијени дамин гамбит, словенска одбрана, 3. Сф3
- D12 Одбијени дамин гамбит, словенска одбрана, 4. e3 Лф5
- D13 Одбијени дамин гамбит, словенска одбрана, варијанта размјене
- D14 Одбијени дамин гамбит, словенска одбрана, варијанта размјене
- D15 Одбијени дамин гамбит, словенска одбрана, 4. Сц3
- D16 Одбијени дамин гамбит, словенска одбрана прихваћена, Алапин варијанта
- D17 Одбијени дамин гамбит, словенска одбрана, чешка одбрана
- D18 Одбијени дамин гамбит, холандска варијанта
- D19 Одбијени дамин гамбит, холандска варијанта
- D20 Прихваћени дамин гамбит
- D21 Прихваћени дамин гамбит, 3. Сф3
- D22 Прихваћени дамин гамбит, Аљехинова одбрана
- D23 Прихваћени дамин гамбит
- D24 Прихваћени дамин гамбит, 4. Сц3
- D25 Прихваћени дамин гамбит, 4. e3
- D26 Прихваћени дамин гамбит, класична варијанта
- D27 Прихваћени дамин гамбит, класична варијанта
- D28 Прихваћени дамин гамбит, класична варијанта 7. Дe2
- D29 Прихваћени дамин гамбит, класична варијанта 8. Лб7
- D30 Одбијени дамин гамбит: ортодоксна одбрана
- D31 Одбијени дамин гамбит, 3. Сц3
- D31 Одбијени дамин гамбит, полу-словенска, Абрахамс-Нотбум варијанта 10. Лб7
- D32 Одбијени дамин гамбит, Тарашева одбрана
- D33 Одбијени дамин гамбит, Тарапева одбрана, Шлехтер-Рубинштајн систем
- D34 Одбијени дамин гамбит, Тарашева одбрана, 7. Лe7
- D35 Одбијени дамин гамбит, варијанта размјене
- D36 Одбијени дамин гамбит, варијанта размјене, позиционална линија, 6. Дц2
- D37 Одбијени дамин гамбит, 4. Сф3
- D37 Одбијени дамин гамбит, 4. Сф3 Лe7 5. Лф4 (Харвиц напад)
- D38 Одбијени дамин гамбит, Рагозин варијанта
- D39 Одбијени дамин гамбит, Рагозин варијанта, бечка варијанта
- D40 Одбијени дамин гамбит, Полу-Тарашева одбрана
- D41 Одбијени дамин гамбит, Полу-Тарашева одбрана, 5. цxд5
- D42 Одбијени дамин гамбит, Полу-Тарашева одбрана, 7. Лд3
- D43 Одбијени дамин гамбит, Полу-словенска одбрана
- D44 Одбијени дамин гамбит, Полу-словенска одбрана 5. Лг5 дxц4
- D45 Одбијени дамин гамбит, Полу-словенска одбрана 5. e3
- D46 Одбијени дамин гамбит, Полу-словенска одбрана 6. Лд3
- D47 Одбијени дамин гамбит, Полу-словенска одбрана 7. Лц4
- D48 Одбијени дамин гамбит, Меран, 8. a6
- D49 Одбијени дамин гамбит, Меран, 11. Сxб5
- D50 Одбијени дамин гамбит, 4. Лг5
- D51 Одбијени дамин гамбит, 4. Лг5 Сбд7 (Кембриџ Спрингс одбрана и Слоновска замка)
- D52 Одбијени дамин гамбит
- D53 Одбијени дамин гамбит, 4. Лг5 Лe7
- D54 Одбијени дамин гамбит, Анти-нео-ортодоксна варијанта
- D55 Одбијени дамин гамбит, 6. Сф3
- D56 Одбијени дамин гамбит, Ласкерова одбрана
- D57 Одбијени дамин гамбит, Ласкерова одбрана, главна линија
- D58 Одбијени дамин гамбит, Тартаковер (Тартаковер–Маконгов–Бондаревски) систем
- D59 Одбијени дамин гамбит, Тартаковер (Тартаковер–Маконгов–Бондаревски) систем, 8. цxд5 Сxд5
- D60 Одбијени дамин гамбит, ортодоксна одбрана
- D61 Одбијени дамин гамбит, ортодоксна одбрана Рубинштајнова варијанта
- D62 Одбијени дамин гамбит, ортодоксна одбрана 7. Дц2 ц5, 8. цxд5 (Рубинштајн)
- D63 Одбијени дамин гамбит, ортодоксна одбрана 7. Тц1
- D64 Одбијени дамин гамбит, ортодоксна одбрана Рубинштајнов напад (са Тц1)
- D65 Одбијени дамин гамбит, ортодоксна одбрана Рубинштајнов напад, главна линија
- D66 Одбијени дамин гамбит, ортодоксна одбрана Лд3 линија укључујући Рубинштајнову замку
- D67 Одбијени дамин гамбит, ортодоксна одбрана Лд3 линија, Капабланкини ослобађајући маневри
- D68 Одбијени дамин гамбит, ортодоксна одбрана, класична варијанта
- D69 Одбијени дамин гамбит, ортодоксна одбрана, класична варијанта 13. дxe5

### D70–D99
1. д4 Сф6 2. ц4 г6 са 3. д5: Гринфелдова индијска одбрана
- D70 Нео-Гринфелдова одбрана
- D71 Нео-Гринфелдова одбрана, 5. цxд5
- D72 Нео-Гринфелдова одбрана, 5. цxд5, главна линија
- D73 Нео-Гринфелдова одбрана, 5. Сф3
- D74 Нео-Гринфелдова одбрана, 6. цxд5 Сxд5, 7. 0-0
- D75 Нео-Гринфелдова одбрана, 6. цxд5 Сxд5, 7. 0-0 ц5, 8. Сц3
- D76 Нео-Гринфелдова одбрана, 6. цxд5 Сxд5, 7. 0-0 Сб6
- D77 Нео-Гринфелдова одбрана, 6. 0-0
- D78 Нео-Гринфелдова одбрана, 6. 0-0 ц6
- D79 Нео-Гринфелдова одбрана, 6. 0-0, главна линија
- D80 Гринфелдова индијска одбрана
- D81 Гринфелдова индијска одбрана, руска варијанта
- D82 Гринфелдова индијска одбрана, 4. Лф4
- D83 Гринфледов гамбит
- D84 Прихваћени Гринфелдов гамбит
- D85 Гринфелдова индијска одбрана, Наданиан варијанта
- D86 Гринфелдова индијска одбрана, варијанта размјене, класична варијанта
- D87 Гринфелдова индијска одбрана, варијанта размјене, Спаски варијанта
- D88 Гринфелдова индијска одбрана, Спаски варијанта, главна линија, 10. цxд4, 11. цxд4
- D89 Гринфелдова индијска одбрана, Спаски варијанта,, главна линија, 13. Лд3
- D90 Гринфелдова индијска одбрана, варијанта три скакача
- D91 Гринфелдова индијска одбрана, варијанта три скакача
- D92 Гринфелдова индијска одбрана, 5. Лф4
- D93 Гринфелдова индијска одбрана са 5. Лф4 0-0 6. e3
- D94 Гринфелдова индијска одбрана, 5. e3
- D95 Гринфелдова индијска одбрана, Са 5. e3 0-0 6. Дб3
- D96 Гринфелдова индијска одбрана, руска варијанта
- D97 Гринфелдова индијска одбрана, руска варијанта са 7. e4
- D98 Гринфелдова индијска одбрана, руска варијанта, Смислов варијанта
- D99 Гринфелдова индијска одбрана, руска варијанта, Смислов варијанта, главна линија

## E – Индијске одбране
- 1. д4 Сф6 2. ц4 e6: Индисјки системи са e6 (E00–E59)
- 1. с4 Сф6 2. ц4 г6 без 3. д5: Индисјкски системи са г6 (изузев Гринфелдове инд. одбране) (E60–E99)

### E00–E59
1. д4 Сф6 2. ц4 e6: Индисјки системи са e6 
- E00 Игра даминог пјешака (укључујући Нео-индијски напад, Напад Тромповског, Каталонско отварање и остала)
- E01 Каталонско отварање, затворено
- E02 Каталонско отварање, отворено, 5. Дa4
- E03 Каталонско отварање, отворено, Аљехинова варијанта
- E04 Каталонско отварање, отворено, 5. Сф3
- E05 Каталонско отварање, отворено, класична линија
- E06 Каталонско отварање, затворено, 5. Сф3
- E07 Каталонско отварање, затворено, 6. Сбд7
- E08 Каталонско отварање, затворено, 7. Дц2
- E09 Каталонско отварање, затворено, галвна линија
- E10 Игра даминог пјешака 3. Сф3
- E11 Богољубова индијска одбрана
- E12 Дамина индијска одбрана
- E13 Дамина индијска одбрана, 4. Сц3, главна линија
- E14 Дамина индијска одбрана, 4. e3
- E15 Дамина индијска одбрана, 4. г3
- E16 Дамина индијска одбрана, Капабланка варијанта
- E17 Дамина индијска одбрана, 5. Лг2 Лe7
- E18 Дамина индијска одбрана, стара главна линија, 7. Сц3
- E19 Дамина индијска одбрана, стара главна линија, 9. Дxц3
- E20 Нимцовичева индијска одбрана
- E21 Нимцовичева индијска одбрана, варијанта три саккача
- E22 Нимцовичева индијска одбрана, Спилманова варијанта
- E23 Нимцовичева индијска одбрана, Спилманова варијанта, 4. ц5, 5. дxц5 Сц6
- E24 Нимцовичева индијска одбрана, Семишова варијанта
- E25 Нимцовичева индијска одбрана, Семишова варијанта, Кересова варијанта
- E26 Нимцовичева индијска одбрана, Семишова варијанта, 4. a3 Лxц3+ 5. бxц3 ц5 6. e3
- E27 Нимцовичева индијска одбрана, Семишова варијанта, 5. 0-0
- E28 Нимцовичева индијска одбрана, Семишова варијанта, 6. e3
- E29 Нимцовичева индијска одбрана, Семишова варијанта, главна линија
- E30 Нимцовичева индијска одбрана, Лењинградска варијанта
- E31 Нимцовичева индијска одбрана, Лењинградска варијанта, главна линија
- E32 Нимцовичева индијска одбрана, класична варијанта (4. Дц2)
- E33 Нимцовичева индијска одбрана, класична варијанта, 4. Сц6
- E34 Нимцовичева индијска одбрана, класична варијанта, Ноа варијнта (4. д5)
- E35 Нимцовичева индијска одбрана, класична варијанта, Ноа варијанта, 5. цxд5 exд5
- E36 Нимцовичева индијска одбрана, класична варијанта, Ноа варијанта, 5. a3
- E37 Нимцовичева индијска одбрана, класична варијанта, Ноа варијанта, главна линија, 7. Дц2
- E38 Нимцовичева индијска одбрана, класична варијанта, 4. ц5
- E39 Нимцовичева индијска одбрана, класична варијанта, Пирчева варијанта
- E40 Нимцовичева индијска одбрана, 4. e3
- E41 Нимцовичева индијска одбрана, 4. e3 ц5
- E41 Нимцовичева индијска одбрана, 4. e3 ц5 5. Лд3 Сц6 6. Сф3 Лxц3+ 7. бxц3 д6, Хубнер варијанта
- E42 Нимцовичева индијска одбрана, 4. e3 ц5, 5. Сe2 (Рубинштајн)
- E43 Нимцовичева индијска одбрана, Фишерова варијанта
- E44 Нимцовичева индијска одбрана, Фишерова варијанта, 5. Сe2
- E45 Нимцовичева индијска одбрана, 4. e3, Бронштајн (Бирне) варијанта
- E46 Нимцовичева индијска одбрана, 4. e3 0-0
- E47 Нимцовичева индијска одбрана, 4. e3 0-0, 5. Лд3
- E48 Нимцовичева индијска одбрана, 4. e3 0-0, 5. Лд3 д5
- E49 Нимцовичева индијска одбрана, 4. e3, Ботвиников систем
- E50 Нимцовичева индијска одбрана, 4. e3 0-0, 5. Сф3, без д5
- E51 Нимцовичева индијска одбрана, 4. e3 0-0, 5. Сф3 с5
- E52 Нимцовичева индијска одбрана, 4. e3, главна линија са б6
- E53 Нимцовичева индијска одбрана, 4. e3, главна линија са ц5
- E54 Нимцовичева индијска одбрана, 4. e3, Глигорићев систем са 7. дxц4
- E55 Нимцовичева индијска одбрана, 4. e3, Глигорићев систем, Бронштајнова варијанта
- E56 Нимцовичева индијска одбрана, 4. e3, главна линија са 7. Сц6
- E57 Нимцовичева индијска одбрана, 4. e3, главна линија са 8. дxц4 и 9. Лxц4 цxд4
- E58 Нимцовичева индијска одбрана, 4. e3, главна линија са 8. Лxц3
- E59 Нимцовичева индијска одбрана, 4. e3, главна линија

### E60–E99
1. д4 Сф6 2. ц4 г6 без 3. д5: Индијски истеми са ф6 (осим Гринфелда) 
- E60 Краљева индијска одбрана
- E61 Краљева индијска одбрана, 3. Сц3
- E62 Краљева индијска одбрана, фијанкето варијанта
- E63 Краљева индијска одбрана, фијанкето варијанта, Пано варијанта
- E64 Краљева индијска одбрана, фијанкето варијанта, југословенски систем
- E65 Краљева индијска одбрана, југословенски систем, 7. 0-0
- E66 Краљева индијска одбрана, фијанкето варијанта, југословенски Пано
- E67 Краљева индијска одбрана, фијанкето варијанта, са Сд7
- E68 Краљева индијска одбрана, фијанкето варијанта, класична варијанта, 8. e4
- E69 Краљева индијска одбрана, фијанкето варијанта, класична главна линија
- E70 Краљева индијска одбрана, 4. e4
- E71 Краљева индијска одбрана, Маконгов систем (5. х3)
- E72 Краљева индијска одбрана са e4 и г3
- E73 Краљева индијска одбрана, 5. Лe2
- E74 Краљева индијска одбрана, Авербакх, 6. ц5
- E75 Краљева индијска одбрана, Авербакх, главна линија
- E76 Краљева индијска одбрана, напад четири скакача
- E77 Краљева индијска одбрана, напад четири скакача, 6. Лe2
- E78 Краљева индијска одбрана, напад четири скакача, са Лe2 и Сф3
- E79 Краљева индијска одбрана, напад четири скакача главна линија
- E80 Краљева индијска одбрана, Семиш варијанта
- E81 Краљева индијска одбрана, Семиш варијанта, 5. 0-0
- E82 Краљева индијска одбрана, Семиш варијанта, дупли гијанкето варијанта
- E83 Краљева индијска одбрана, Семиш варијанта 6. Сц6 (Пано варијанта)
- E84 Краљева индијска одбрана, Семиш варијанта Пано главна линија
- E85 Краљева индијска одбрана, Семиш варијанта, ортодоксна варијанта
- E86 Краљева индијска одбрана, Семиш варијанта, ортодоксна варијанта, 7. Сгe2 ц6
- E87 Краљева индијска одбрана, Семиш варијанта, ортодоксна варијанта, 7. д5
- E88 Краљева индијска одбрана, Семиш варијанта, ортодоксна варијанта, 7. д5 ц6
- E89 Краљева индијска одбрана, Семиш варијанта, ортодоксна варијанта главна линија
- E90 Краљева индијска одбрана, 5. Сф3
- E91 Краљева индијска одбрана, 6. Лe2
- E92 Краљева индијска одбрана, калсична варијанта
- E93 Краљева индијска одбрана, Петросјанов систем, главна линија
- E94 Краљева индијска одбрана, ортодоксна варијанта
- E95 Краљева индијска одбрана, ортодоксна варијанта, 7. Сбд7, 8. Тe1
- E96 Краљева индијска одбрана, ортодоксна варијанта, 7. Сбд7, главна линија
- E97 Краљева индијска одбрана, ортодоксна варијанта, Аронин-Тамјонов варијанта (Југословенски напад / Мар дел Плата варијанта)
- E98 Краљева индијска одбрана, ортодоксна варијанта, Аронин-Тамјонов варијанта, 9. Сe1
- E99 Краљева индијска одбрана, ортодоксна варијанта, Аронин-Тамјонов варијанта, главна линија

## Статистике
| Moves        | 1800–1900 | 1901–1935 | 1935–1998 |
| ------------ | --------- | --------- | --------- |
| 1. e4 e5     | 63%       | 31%       | 15%       |
| 1. e4 остала | 23%       | 20%       | 35%       |
| 1. д4 д5     | 10%       | 28%       | 15%       |
| 1. д4 остала | 3%        | 16%       | 23%       |
| 1. остала    | 3%        | 5%        | 12%       |

Ове статистике показују одмак од симетричне одбране до асиметричне одбране. Конкретно, као одговор на 1.е4, су француска и сицилијансак одбрана и 1.д4 индијска одбрана. Такође, нарочито међу јаким играчима, повећана употреба енглеске партије код бијелога.